# Dale Moody
Dale Moody (1915–1992) a huszadik század egyik befolyásos amerikai baptista teológusa volt. Több mint negyven évig tanított a Louisville-i Déli Baptista Teológiai Szeminárium Gyakorlati Teológiai tanszékén. 
1961-ben az a vád érte, hogy azt állítja: a megtért ember is elvesztheti az üdvösségét. Tanításait kivizsgálták, de felmentették, körülötte mégis feszültség uralkodott. Mivel Moody nem akarta, hogy személye és látásmódja gátolja a kari szabadságot, kijelentette: a rendes nyugdíjkorhatár elérése után nem fogja meghosszabbítani a tanári szerződését. 
Moody kitartott tanítása mellett: azt állította, hogy az ő olvasata eleve összhangban volt az eredeti bibliai szövegekkel, s érvelését további 3 éven át folytatta. 1983-ban előadást tartott a témában: “Lehet-e egy megtért embernek mégis elkárhoznia?". Erre válaszul az Arkansasi Baptista Konvención egyezményben kérték a szemináriumot, hogy szüntesse meg Moody szerződését. A Déli Baptista Teológiai Szeminárium alkalmazta még 1984-ig, de nem volt hajlandó megújítani a szerződést.